# Lech Nowakowski
Lech Nowakowski (pseud. Neumann, ur. 1830, zm. 4 września 1872 we Lwowie) – polski aktor teatralny i śpiewak, twórca teatru polskiego w zaborze pruskim, dyrektor teatru polskiego w Poznaniu w sezonie 1870/1871, tłumacz sztuk teatralnych.

## Kariera aktorska
Debiutował na scenie teatru lwowskiego w 1850 r. Wcześniej uczestniczył w przedstawieniach amatorskich. W końcu 1851 lub na początku 1852 r. przeniósł się do teatru krakowskiego i występował tam do 1855 r. W latach 1855–1858 występował w Wiedniu pod pseudonimem Neumann. W latach 1859–1868 ponownie był związany z teatrem we Lwowie. W latach 1868–1869 należał do zespołu teatru krakowskiego. Gościnnie występował w Warszawskich Teatrach Rządowych. Na parę miesięcy przed śmiercią powrócił do Lwowa i występował w tamtejszym teatrze. Wystąpił m.in. w rolach: Henryka (Szpada mojego ojca), Roberta (Dama i student), Juliana (Chłopiec okrętowy), Ferdynanda (Intryga i miłość), Champignaca (Motylomania), Dżemsa (Folwark Primerose), Marcina Pieczarki (Szlachta czynszowa), Barona de la Rocheferriere (Partia pikiety), Stefana (Małżeństwo przy latarniach), Szczoteczki (Bursze), Albina (Śluby panieńskie), Wacława (Zemsta), Franciszka Moora (Zbójcy), Botwela (Maria Stuart), Melchtala (Wilhelm Tell), Laundry'ego (Poczwarka), Bławatkiewicza (Drzemka pana Prospera), Ojca Brigarda (Frou-Frou) i Winnickiego (Paziowie królowej Marysieńki).

## Zarządzanie zespołami teatralnymi
W 1868 r. podjął próbę utworzenia drugiego teatru polskiego we Lwowie wspólnie z Miłoszem Stenglem, jednak nie uzyskali zgody namiestnictwa. Po raz kolejny starał się o otwarcie teatru polskiego w Poznaniu, również w spółce z Miłoszem Stenglem. Teatr został utworzony w 1870 r. i działał od stycznia do maja tego roku, dając przedstawienia w Poznaniu i w Gnieźnie. Następnie spółka została rozwiązana, a Lech Nowakowski samodzielnie kierował teatrem w Poznaniu do końca lipca 1870 r. Po krótkiej przerwie na nowo zorganizował zespół w Poznaniu i objął dyrekcję na sezon 1870-1871. W tym okresie wydał rocznik teatru poznańskiego pt.: "Goplana". W latach 1871–1872 prowadził zespół teatralny w Kaliszu.

## Działalność przekładowa
Tłumaczył sztuki teatralne z języków niemieckiego i francuskiego:
- Partia pikiety (Marcisse Fournier, Henri-Horac Meyer)
- Hans Jurga
- Na nerwowe panie.

## Życie prywatne
Był synem pary artystów teatralnych: Jana Nepomucena Nowakowskiego i Tekli z Kostrzewskich. W 1861 r. poślubił aktorkę Teofilę z Kostrzewskich. Podczas pobytu w Wiedniu (1855-1858) zaprzyjaźnił się z Arturem Grottgerem.